# Данишевский, Фёдор Никанорович
Фёдор Никанорович Данишевский (5 февраля 1865 — не ранее 18 февраля 1916) — полковник Российской императорской армии (1916), участник Первой мировой войны. Кавалер ордена Святого Георгия 4-й степени (1915).

## Биография
Фёдор Никанорович Данишевский родился 5 февраля 1865 года в Ставропольской губернии, происходил из солдатских детей. По вероисповеданию был православным. Окончил 6 классов Ствропольского реального училища, после чего, 26 апреля 1884 года поступил на службу в Российскую императорскую армию на правах вольноопределяющегося 2-го разряда. Службу начал в 73-м пехотном Крымском полку, куда прибыл 19 мая 1884 года
3 августа 1884 года Фёдор Данишевский был отправлен для прохлждения курса в Тифлисское пехотное юнкерское училище. 22 декабря 1885 года получил звание унтер-офицера. В следующем году окончил училище и 11 августа был переименован в подпрапорщики и переведён служить в 76-й пехотный Кубанский полк. 20 октября прибыл в полк. 10 мая 1887 года получил старшинство с присвоением чина подпоручика, 15 мая 1892 года — поручика, 6 августа 1900 — штабс-капитана, 15 мая 1903 года — капитана. 8 мая 1913 года был назначен командиром 3-го батальона 76-го пехотного полка.
Был участником в Первой мировой войны. Принимал участие в следующих боях: 15 августа 1914 года близ деревни Липицы Горной, с 16 по 17 августа 1914 года близ города Рогатин, с 26 августа по 30 августа 1914 года в районе деревни Ставки, с 22 по 25 сентября 1914 года у фортов крепости Перемышль. 24 августа возглавил успешную атаку батальона, за что был удостоен ордена Святого Георгия 4-й степени, в тот же день был контужен. 2 октября 1914 года был отправлен «на излечение». 28 апреля 1915 года Данишевский подал прошение об увольнении от службы из-за проблем со здоровьем, которые образовались в результате контузии.
11 мая 1915 года он был уволен со службы в чине полковника. С 21 января 1916 года находился под попечительством Александровского комитета о раненых, как раненый 2-го класса. 18 февраля 1916 года был произведён в полковники со старшинством с 24 сентября 1914 года на основании 49 и 54 статей Георгиевского статута.

## Семья
Племянницей Фёдора Никаноровича была Римма Иванова (1894—1915) —  сестра милосердия, участница Первой мировой войны, одна из трёх женщин, награждённых орденом Святого Георгия 4-й степени.

## Награды
Фёдор Никанорович Данишевский был пожалован следующими наградами:
- Орден Святого Георгия 4-й степени (Высочайший приказ от 3 января 1915)
— «за то, что 24-го Сентября 1914 года под крепостью Перемышль лично вел на штурм батальон, прорвался через проволочные заграждения, выбил противника и занял опоясывающие форт № 1-3 укрепления»
- Орден Святого Владимира 4-й степени с мечами и бантом (Высочайший приказ от 3 марта 1915);
- Орден Святой Анны 2-й степени с мечами (1 марта 1915);
- Орден Святой Анны 3-й степени (1910)
- Орден Святого Станислава 2-й степени (1914);
- Орден Святого Станислава 3-й степени (1902).